# Potentilla stepposa
Potentilla stepposa är en rosväxtart som beskrevs av J. Soják. Potentilla stepposa ingår i Fingerörtssläktet som ingår i familjen rosväxter. Inga underarter finns listade i Catalogue of Life.